# هیکارو میزونو
هیکارو میزونو (انگلیسی: Hikaru Mizuno؛ زادهٔ ۲ اوت ۱۹۹۱) بازیکن فوتبال اهل ژاپن است.